# Arp (protein)

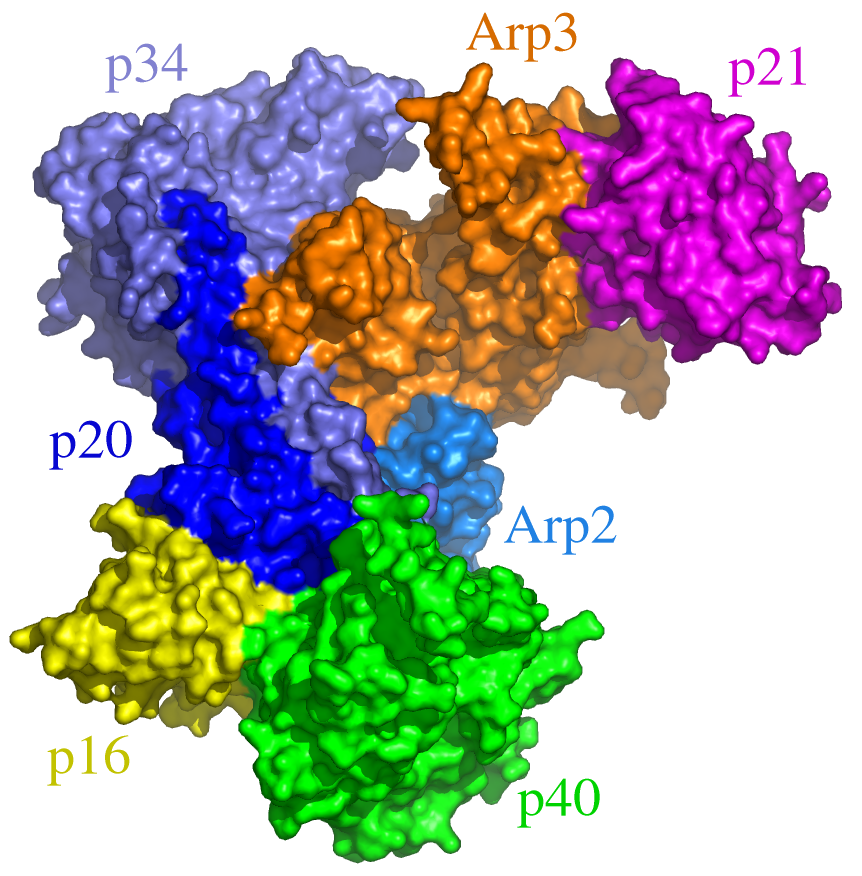
Arp2/3 komplex

Arp (z angl. actin-related protein) je rodina proteinů vykazujících značnou (asi 50%) příbuznost s aktinem. Arp1 je podjednotka dynaktinu, která umožňuje vazbu molekulárního motoru dyneinu na spektrin na povrchu váčku, který je nutno transportovat buňkou. Arp2 a Arp3 se podílí na stavbě komplexu Arp2/3, který umožňuje rozvětvování aktinových filament tím, že se váže na aktin pod úhlem asi 70°. Existují i další Arp proteiny s méně vyjasněnou funkcí, u kvasinek jich je asi 10.